# دارکنت مارکت

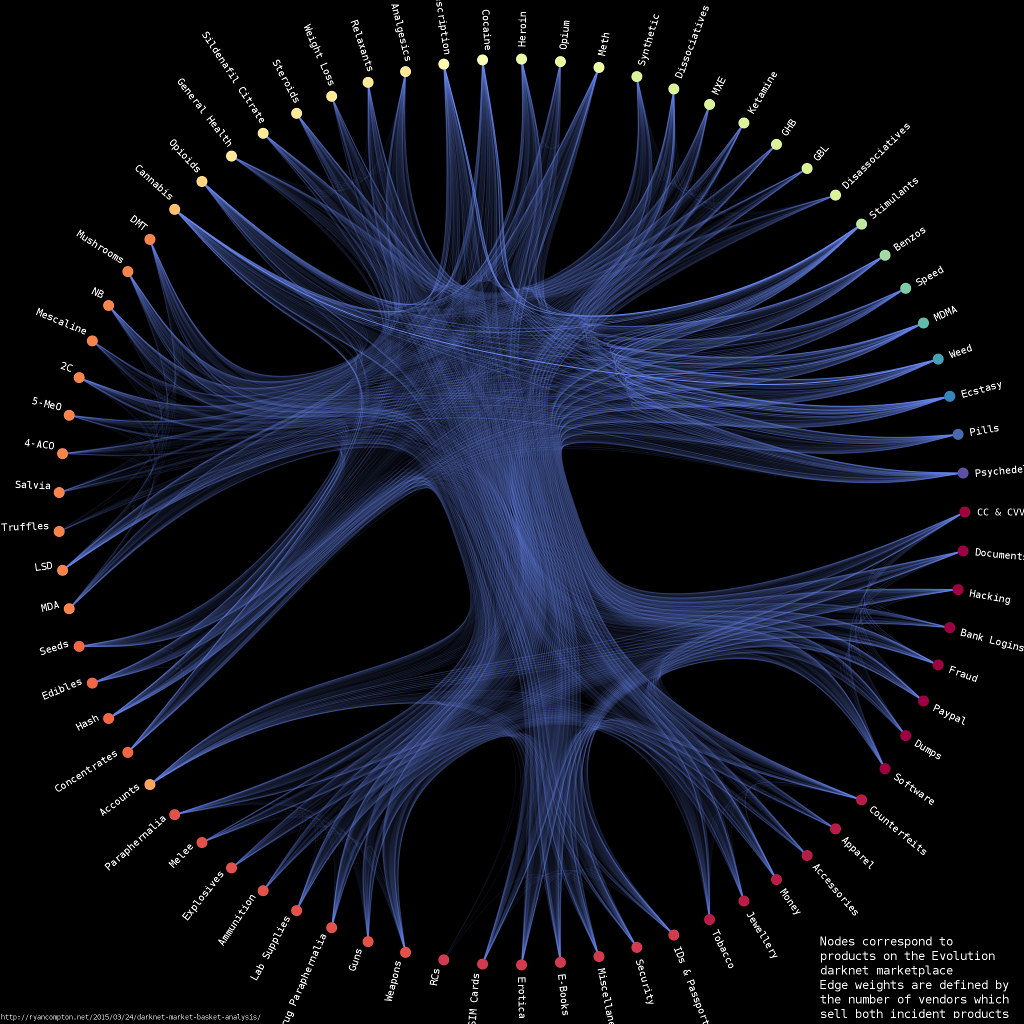
بازار دارک وب یک سایت تجاری در وب است که از طریق شبکه‌هایی مانند Tor یا (invisible internet project)I2P فعالیت می‌کند.

بازار دارک وب یک سایت تجاری در وب است که از طریق شبکه‌هایی مانند Tor یا (invisible internet project)I2P فعالیت می‌کند. آنها در درجه اول به عنوان بازارهای سیاه، فروش یا تجارت دلالاتی شامل مواد مخدر، سلاح‌های سایبری، سلاح، ارز تقلبی، جزئیات کارت اعتباری سرقت شده، اسناد جعلی، داروهای غیرمجاز، استروئیدها و سایر کالاهای غیرقانونی و همچنین فروش کالای قانونی. در دسامبر ۲۰۱۴، مطالعه ای توسط گرت اوون(Gareth Owen) از دانشگاه پورتسموث(University of Portsmouth) نشان داد که دومین سایت‌های محبوب در Tor بازارهای darknet است.
براساس مدل توسعه یافته توسط Silk Road، بازارهای معاصر با استفاده از دسترسی ناشناس darknet (به‌طور معمول Tor)، پرداخت بیت کوین با خدمات سپرده و سیستم‌های بازخورد فروشنده eBay مانند مشخص می‌شوند.